# International Race of Champions 1994
International Race of Champions 1994 (IROC XVIII) kördes över fyra omgångar med Mark Martin som mästare.

## Delsegrare
| Datum       | Bana       | Vinnare        |
| ----------- | ---------- | -------------- |
| 18 februari | Daytona    | Dale Earnhardt |
| 26 mars     | Darlington | Mark Martin    |
| 30 april    | Talladega  | Steve Kinser   |
| 30 juli     | Michigan   | Al Unser Jr.   |

## Slutställning
| Plats | Förare         | Poäng |
| ----- | -------------- | ----- |
| 1     | Mark Martin    | 100   |
| 2     | Al Unser Jr.   | 56    |
| 3     | Rusty Wallace  | 56    |
| 4     | Dale Earnhardt | 56    |
| 5     | Jack Baldwin   | 45    |
| 6     | Steve Kinser   | 43    |
| 7     | Kyle Petty     | 35    |
| 8     | Dale Jarrett   | 34    |
| 9     | Tommy Kendall  | 33    |
| 10    | Danny Sullivan | 27    |
| 11    | Geoff Brabham  | 26    |
| 12    | Scott Sharp    | 22    |